# 蕭鑠
蕭 鑠（しょう しゃく、470年 - 494年）は、南朝斉の皇族。桂陽王。字は宣朗。高帝蕭道成の八男。

## 経歴
蕭道成と袁修容のあいだの子として生まれた。昇明3年（479年）、蕭道成が斉王となると、蕭鑠は開国県公に封じられた。同年（建元元年）、蕭道成が皇帝に即位すると、蕭鑠は桂陽王に封じられた。永明2年（484年）10月、南徐州刺史として出向し、京口に駐屯した。永明7年（489年）、中書令に転じ、散騎常侍の位を加えられた。当時、鄱陽王蕭鏘が文章を好み、蕭鑠が名理を好んだので、「鄱桂」と併称された。永明10年（492年）、太常に転じた。
隆昌元年（494年）、前将軍の号を加えられた。同年（延興元年）7月、蕭昭文が即位すると、蕭鑠は侍中・撫軍将軍となった。9月、中軍将軍・開府儀同三司の位を受けた。10月、東府に宣城王蕭鸞を訪れて帰宅すると、蕭鸞が自分を害そうとしていることを察して、側近に漏らした。夜中に蕭鸞の派遣した兵がやってきて蕭鑠は殺害された。享年は25。

## 伝記資料
- 『南斉書』巻35 列伝第16
- 『南史』巻43 列伝第33